# رولاند رودلف
رولاند رودلف هو سباح مجري، ولد في 6 أغسطس 1985 في بودابست في المجر.

## وصلات خارجية
- رولاند رودلف على موقع الاتحاد الدولي للسباحة (الإنجليزية)
- رولاند رودلف على موقع أوليمبيديا (الإنجليزية)